# 山中達也
山中 達也（やまなか たつや、1988年12月23日 - ）は、香川県坂出市出身の元プロ野球選手（投手）。左投左打。NPBでは育成選手であった。

## 経歴

### プロ入り前
小学校2年から野球を始め、中学校時代は外野手だったが、丸亀城西高等学校では投手に転向し、2年の秋からエースとして活躍。
3年生の時には、春の県大会で優勝したことに加えて、春季四国大会に出場。しかし、夏の選手権香川大会では準決勝で敗れた。
高校時代には春夏とも全国大会へ出場できなかったが、2006年の育成ドラフト会議で、将来性を評価した広島東洋カープから1巡目で指名。育成選手として入団した。背番号は122。

### 広島時代
2007年には、ウエスタン・リーグ公式戦12試合に登板。1勝0敗、防御率3.44を記録した。2008年も12試合に登板したが、制球に苦しんだ影響で、防御率は9.60にのぼった。
2009年には、中継ぎ投手として、ウエスタン・リーグ公式戦12試合で防御率2.18を記録。シーズン終了後は、育成選手に関するNPBの野球協約に沿った自由契約公示（10月30日）を経て、11月17日に育成選手としての再契約に至った。
2010年には、ウエスタン・リーグ公式戦11試合の登板で、0勝1敗、防御率3.45という成績を残した。しかし、支配下選手登録や一軍昇格を果たせないまま、10月3日に球団から戦力外通告を受けた。10月29日に、NPBから自由契約選手として公示。

### 独立リーグ・香川時代
2010年12月17日に、四国アイランドリーグplusの地元球団である香川オリーブガイナーズへの入団が発表された。背番号は18。
2011年には、先発ローテーションの一角を担いながら、リーグ戦26試合に登板。通算投球回数55イニングで、4勝1敗という成績を残していた。しかし、8月31日に、海水浴で海に飛び込んだ際に首の骨を粉砕骨折。頸椎の損傷によって長期の療養を要することから、9月7日に球団からいったん契約を解除された。
頸椎の損傷直後は、指先の感覚を失っていて、生涯にわたる車椅子生活への覚悟を医師から求められるほどだった。それでも、山中は野球を続けるべく、手術の翌日からリハビリを開始。球団からの契約解除後も、実兄の仕事を手伝いながら自主トレーニングを続けた。香川球団も、山中が着用していた背番号18を欠番と扱うことで、復帰を後押し。2012年8月1日付で、球団が小・中学生を対象に主催するベースボールアカデミーのコーチに採用した。
リハビリでの回復振りが西田真二監督に認められたことから、2014年2月3日に練習生として契約。背番号18を再び着用することになった。
香川球団では練習生に給料を支払わない方針であるため、山中は復帰後も、実兄の仕事へ従事。球団が使用する球場の運営業務にも携わりながら、実戦復帰に向けてリハビリを続けた。しかし、リーグ戦の登板に至らないまま、2015年のリーグ戦前期終了後に現役引退を決意。リーグ戦終了後の10月31日に、球団を通じて退団を発表した。

### 現役引退後
2015年（平成27年）12月1日付で、出身地にある丸亀市役所の臨時職員に採用。この年の3月1日に開場した丸亀市民球場で、グラウンドキーパーや室内練習場の管理スタッフを務めている。その後、『週刊ベースボール』2016年2月1日号中の記事では、市役所の正職員になることを目標に、公務員採用試験を受ける予定と報じられた。

### 身体障害者野球
2023年（令和5年）、2年前から裏方として携わってきた香川チャレンジャーズに選手登録した。ピッチャーとして公式戦に出場し、同年の中・四国身体障害者野球大会で準優勝した。

## プレースタイル
最速140kmのストレートとカーブ、スライダー、シンカーなど多彩な変化球を操る技巧派左腕。

## 詳細情報

### 年度別投手成績
- 一軍公式戦出場なし

### 独立リーグでの投手成績
| 年 度     | 球 団     | 登 板 | 完 封 | 勝 利 | 敗 戦 | セ │ ブ | 勝 率 | 投 球 回 | 与 四 球 | 与 死 球 | 奪 三 振 | 自 責 点 | 防 御 率 |
| --------- | --------- | ----- | ----- | ----- | ----- | ------- | ----- | -------- | -------- | -------- | -------- | -------- | -------- |
| 2011      | 香川      | 26    | 0     | 4     | 1     | 0       | .800  | 55.0     | 23       | 7        | 46       | 26       | 4.25     |
| 通算：1年 | 通算：1年 | 26    | 0     | 4     | 1     | 0       | .800  | 55.0     | 23       | 7        | 46       | 26       | 4.25     |

### 背番号
- 122 （2007年 - 2010年）
- 18 （2011年、2014年 - 2015年）